# Salvatore Iacomino
Salvatore Iacomino (Napoli, 11 settembre 1957) è un politico italiano.

## Biografia
Laureato in medicina. È stato consigliere comunale a Portici fin dagli anni '80 con il Partito Comunista Italiano, restando in carica ininterrottamente fino al 2022; nel 2017 è stato anche candidato sindaco, arrivando secondo con il 19,1% dei voti.
Dopo lo scioglimento del PCI, aderisce al Partito della Rifondazione Comunista, con cui alle elezioni del 2001 è candidato al Senato nel collegio di Portici, ottenendo l'8,6% dei voti, senza risultare eletto. È invece stato eletto alla Camera dei deputati nelle successive elezioni politiche del 2006 per Rifondazione Comunista nella circoscrizione Campania 1, rimanendo in carica fino al 2008. 
Nel 2010 è stato candidato per Sinistra Ecologia Libertà alle elezioni regionali campane, raccogliendo 3.027 preferenze, ma non risultando eletto. Nel 2013 è candidato alla Camera con SEL, senza essere eletto.
Nel 2015 si e ricandidato alle elezioni regionali campane nella lista "Sinistra al lavoro", raccogliendo 2.843 preferenze, ma non risultando eletto.